# Refugio Nacional de Vida Silvestre Chassahowitzka

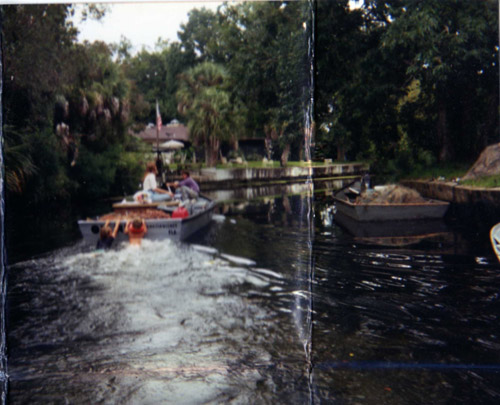
Río Chassahowitza

El Refugio Nacional de Vida Silvestre Chassahowitzka es parte del Sistema Nacional de Refugios de Vida Silvestre de los Estados Unidos, ubicado en la costa oeste de Florida, a 70 millas (112,7 km) aproximadas al norte de San Petersburgo. Es famoso por ser el sitio de invernada del sur para la población oriental reintroducida de grullas trompeteras.
El Complejo del Refugio Nacional de Vida Silvestre Chassahowitzka se cambió al Complejo Crystal River, con sede en Crystal River, Florida, y consta de porciones del río Chassahowitzka y Crystal River, así como lo que se conoce como los Refugios de la Bahía de Tampa: Egmont Key, Pasaje Clave y Pinellas. En 2001, la Asociación Oriental de Grullas trompeteras crio polluelos de grulla trompetera (Grus americana) en el Refugio Nacional de Vida Silvestre Necedah de Wisconsin y luego los guio hasta la Reserva Nacional de Vida Silvestre Chassahowitzka para pasar el invierno.Pese a la grave mortalidad causada por los huracanes en 2007, la reintroducción ha sido exitosa y en 2010 había hasta 105 aves migratorias establecidas en el este de los Estados Unidos por primera vez en más de 100 años.